# Глухая альвеолярная латеральная аффриката
Глухая альвеолярная латеральная аффриката — согласный звук, встречающийся в некоторых языках (в основном, в языках американских индейцев).

## Свойства
Свойства глухой альвеолярной аффрикаты:
- Способ образования звука — аффрикативный, что значит, что воздушная струя должна быть сначала полностью остановлена, а затем выпущена через узкий канал.
- По месту образования звук — альвеолярный, то есть звук производится при касании кончиком языка альвеолярного отростка.
- Звук глухой, что значит, что он производится без вибрации голосовых связок.
- Это оральная согласная, что означает, что звук проходит через рот.
- Согласная боковая, то есть воздушная струя должна проходить сбоку языка, а не по его середине.
- Механизм образования воздушной струи — лёгочный экспираторный, что значит, что звук производится выталкиванием воздуха из лёгких через речевой тракт, а не через голосовую щель или рот.

## Транскрипция
В Международном фонетическом алфавите звук обозначается диграфом [t] и [ɬ] ([t͡ɬ] или [tɬ]), а в американской фонетической трансрипции как <ƛ> (перечёркнутая лямбда). В языках на основе латиницы обычно обозначается tl (но в языке навахо используется сочетание tł), в цезском языке — лI. В слоговом письме чероки используются следующие символы: Ꮭ ([tɬa]), Ꮮ ([tɬe]), Ꮯ ([tɬi]), Ꮰ ([tɬo]), Ꮱ ([tɬu]) и Ꮲ ([tɬə̃]).

## Примеры
| Язык                              | Слово    | МФА          | Значение                  | Примечания                    |
| --------------------------------- | -------- | ------------ | ------------------------- | ----------------------------- |
| Годоберинский                     | лӀаха    | [t͡ɬaχa]      | «пойдём же»               |                               |
| Чероки                            | ᎥᏝ       | [ə̃t͡ɬa˦]      | «нет»                     |                               |
| Хайда                             | tla'únhl | [t͡ɬʌʔʊ́nɬ]    | «шесть»                   |                               |
| Науатль                           | āxōlōtl  | [aːʃoːloːt͡ɬ] | «аксолотль»               |                               |
| Навахо                            | tłah     | [t͡ɬɑ(h)]     | «мазь»                    |                               |
| Сахаптин                          | [t͡ɬupt]  | [t͡ɬupt]      | «прыгать»                 |                               |
| Испанский                         | Xóchitl  | [ˈso̞t͡ʃit͡ɬ]   | «Шочитль» (индейское имя) | См. также Испанская фонология |
| Тлингитский                       | dleit    | [t͡ɬeet]      | «снег»                    |                               |
| Цезский                           | элIни    | [ˈʔɛ̝t͡ɬni]    | «зима»                    |                               |
| Тсвана                            | tlala    | [t͡ɬala]      | «голод»                   |                               |
| Звериный (латинская транскрипция) | tłesēn   | [ˈt͡ɬɛsɛːn]   | «бросаю»                  |                               |